# Bártfafürdő

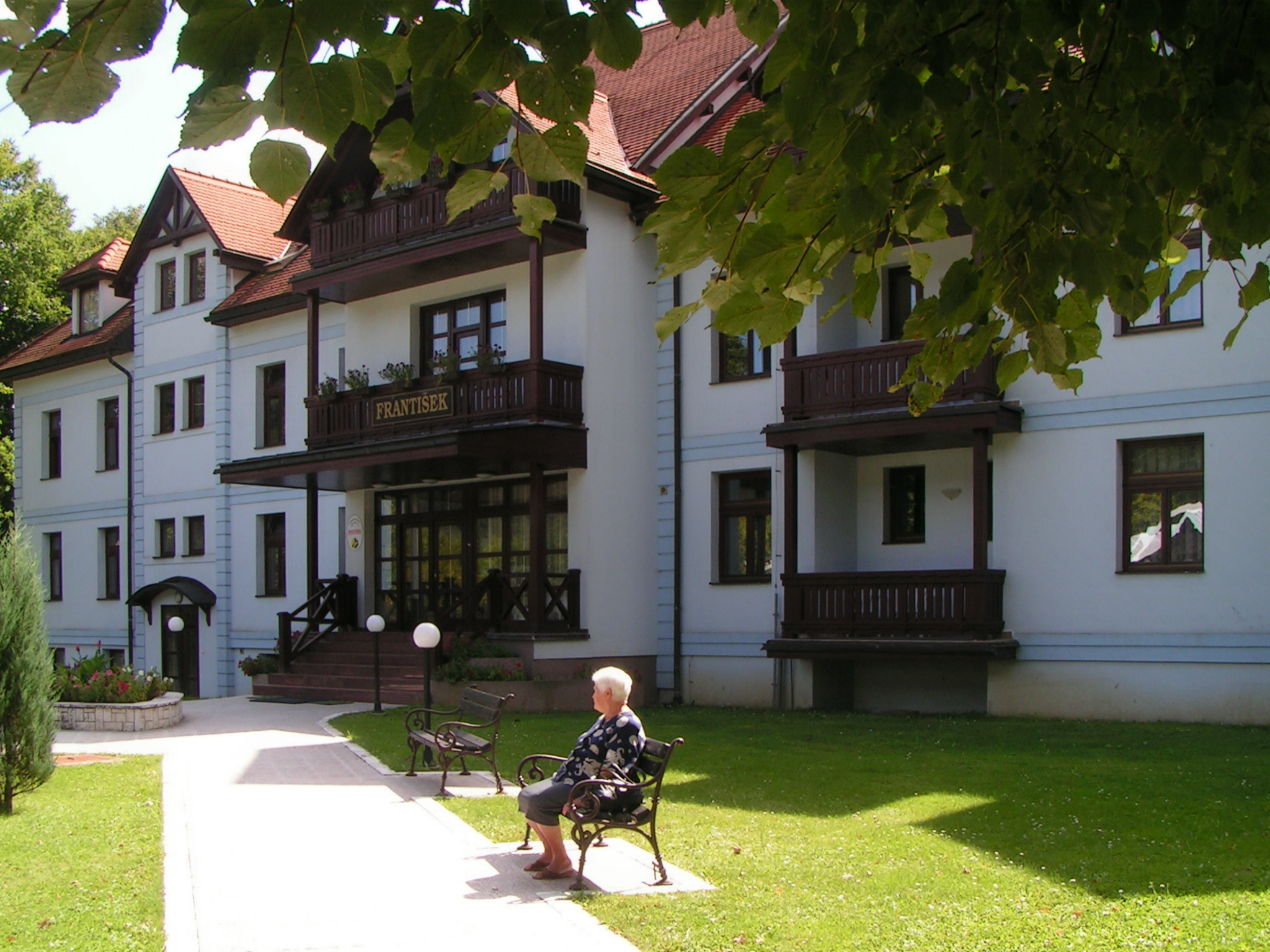
Szanatórium František

Bártfafürdő (szlovákul Bardejovské Kúpele) Bártfától 5 km-re északra fekvő fürdőhely Szlovákiában.
Az évszázadok óta ismert konyhasós, vasas gyógyforrások tették lehetővé a fürdőtelepülés kialakulását a 19. század elején. A gyógyvíz különösen emésztési és idegi bántalmak ellen ajánlott.
Nevezetes a zenepavilon is.

## Neves személyek
- Itt született 1904-ben Szörényi Erzsébet magyar geológus, paleontológus, egyetemi tanár.
- Itt szolgált Divald Károly (1830-1897) fényképész, gyógyszerész, barlangfotográfus, a magyar fényképészet úttörője.
- A század végén épült szállók előkelő vendégei között volt Erzsébet királyné. I. Sándor orosz cár is megfordult itt.
- A nyári hónapokban Kéler Béla zeneszerző gyakran tartózkodott a fürdőben. 1850-től 1882-ben bekövetkezett haláláig itt volt háza.[1]

## Látnivalók
- A nagy kiterjedésű szabadtéri néprajzi múzeum (skanzen) néprajzi jellegű kiállítása Felső-Sáros sajátos népi építészetét mutatja be, de van itt a 18. századból származó ortodox fatemplom is.
- Zenepavilon, előtte Erzsébet királyné bronzszobra (Donáth Gyula, 1903).

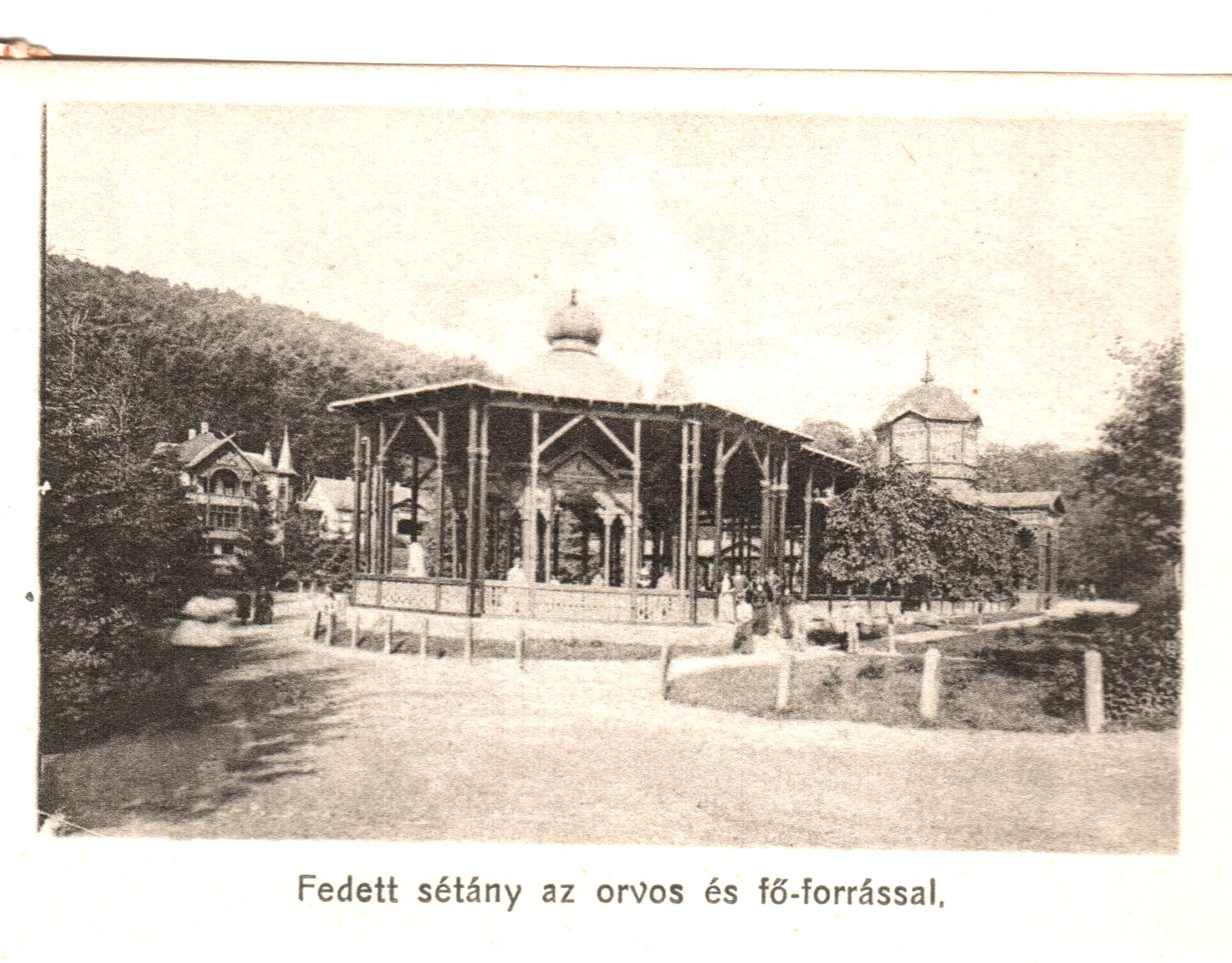
Bártfafürdő - Fedett sétány az orvos és fő-forrással
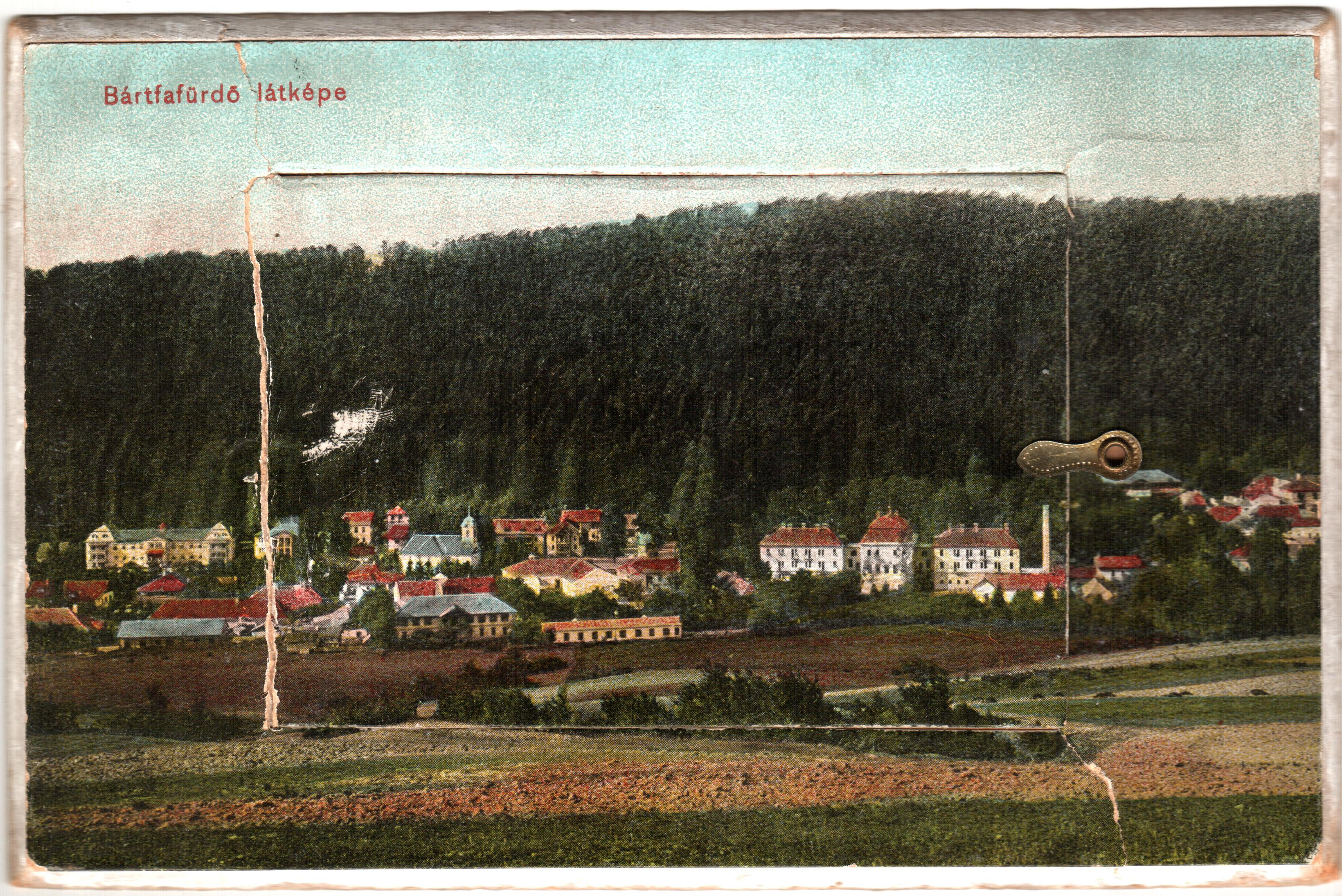
Bártfafürdő látképe
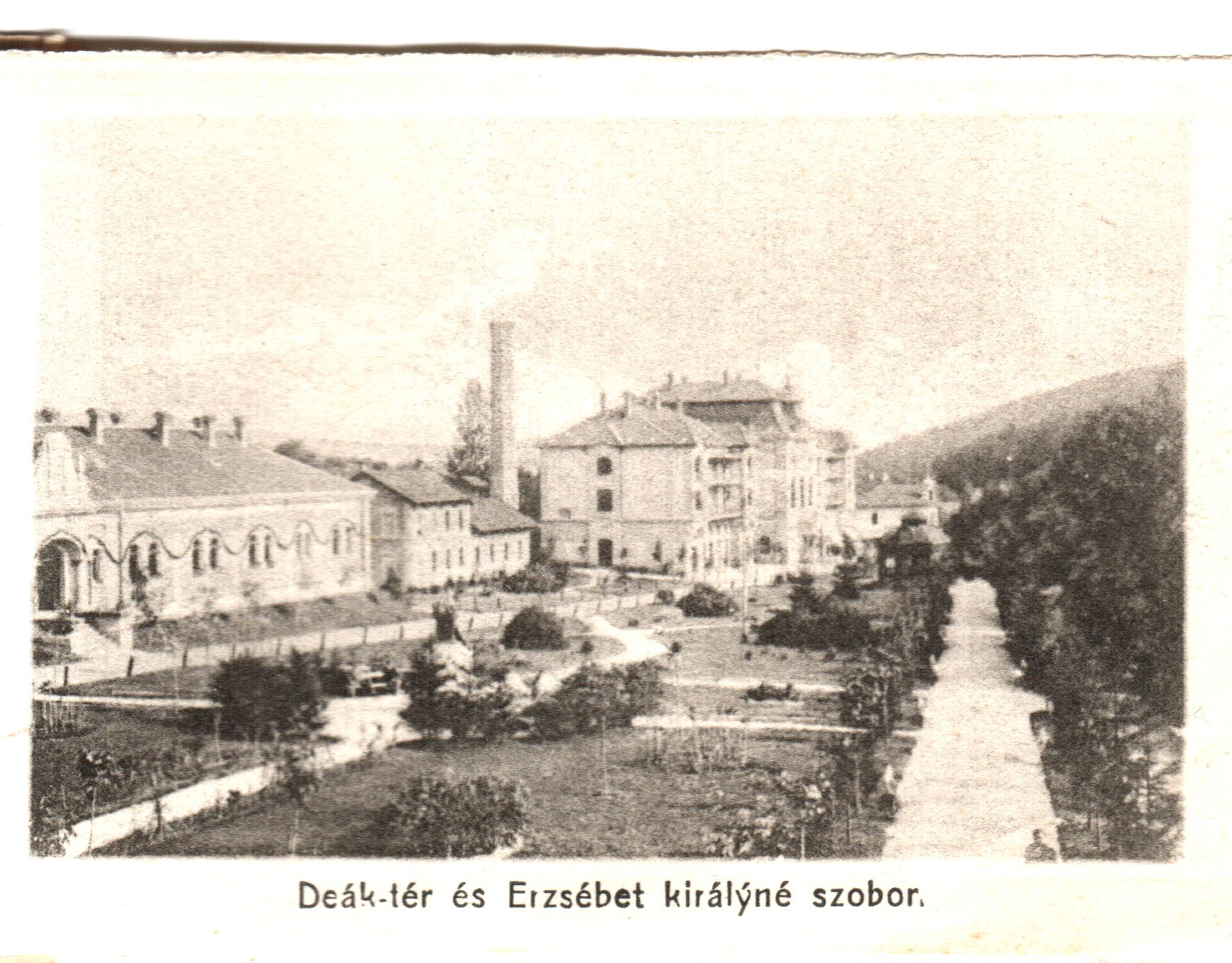
Bártfafürdő - Deák-tér és Erzsébet királyné szobor
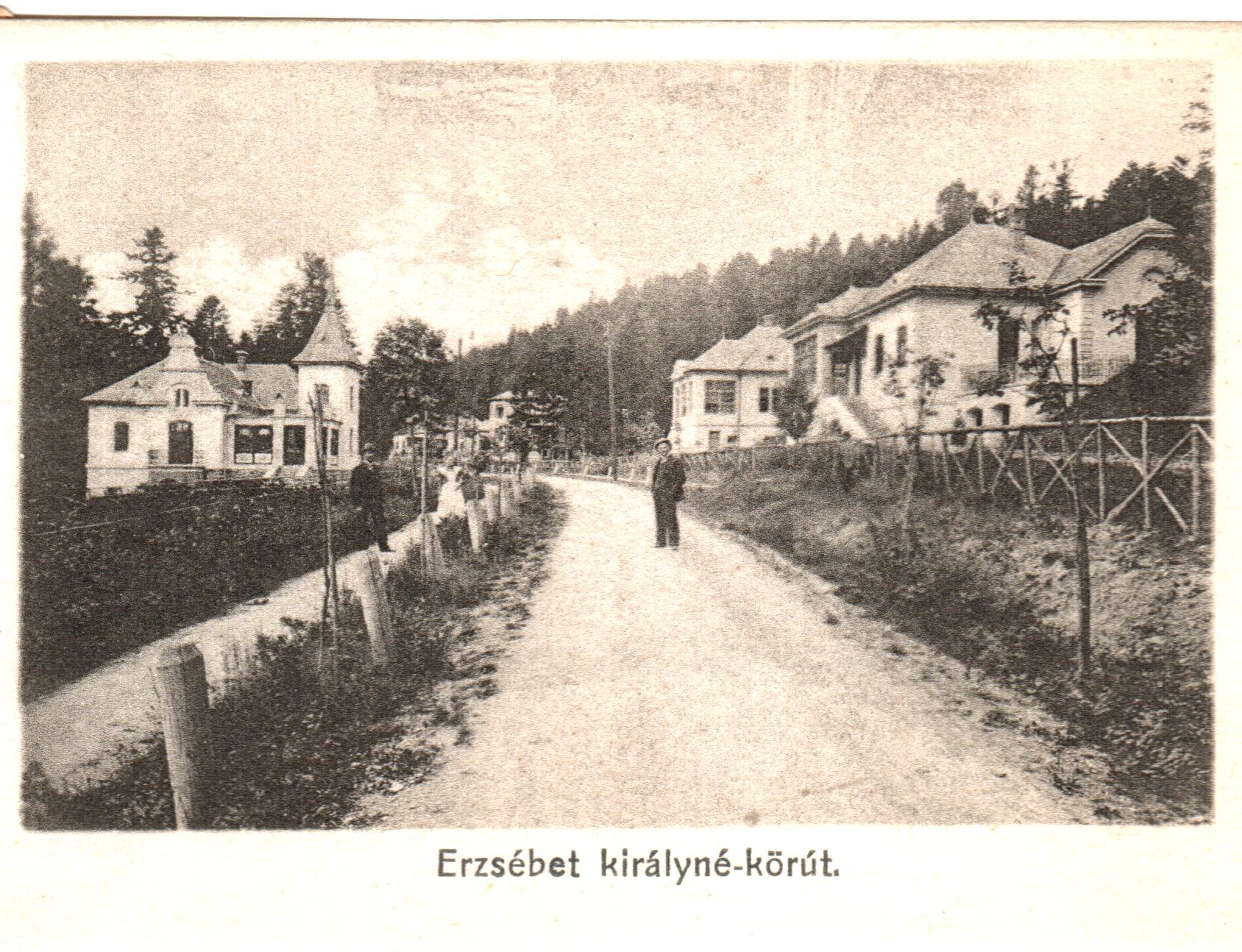
Bártfafürdő királyné-körút
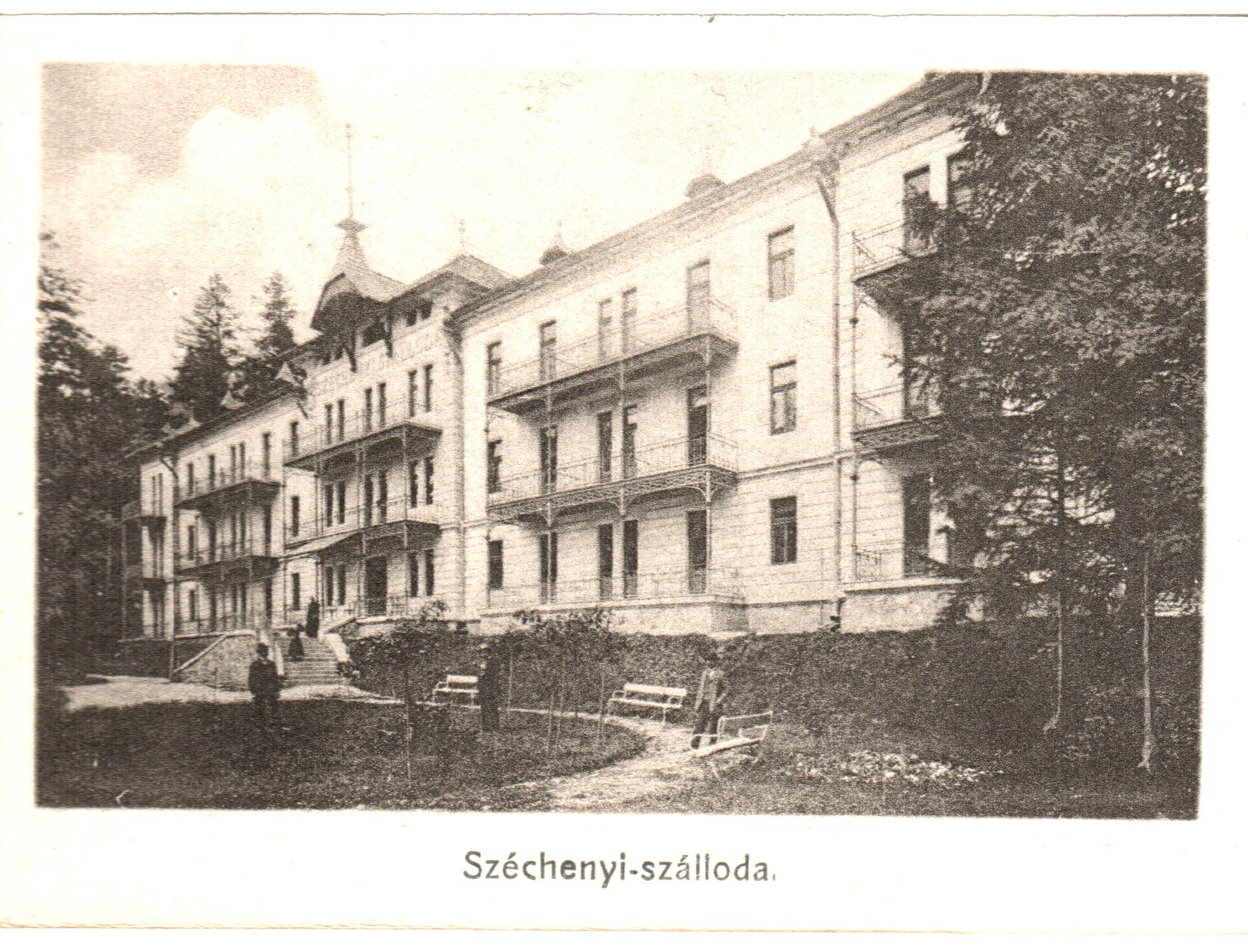
Bártfafürdő - Széchenyi-szálloda
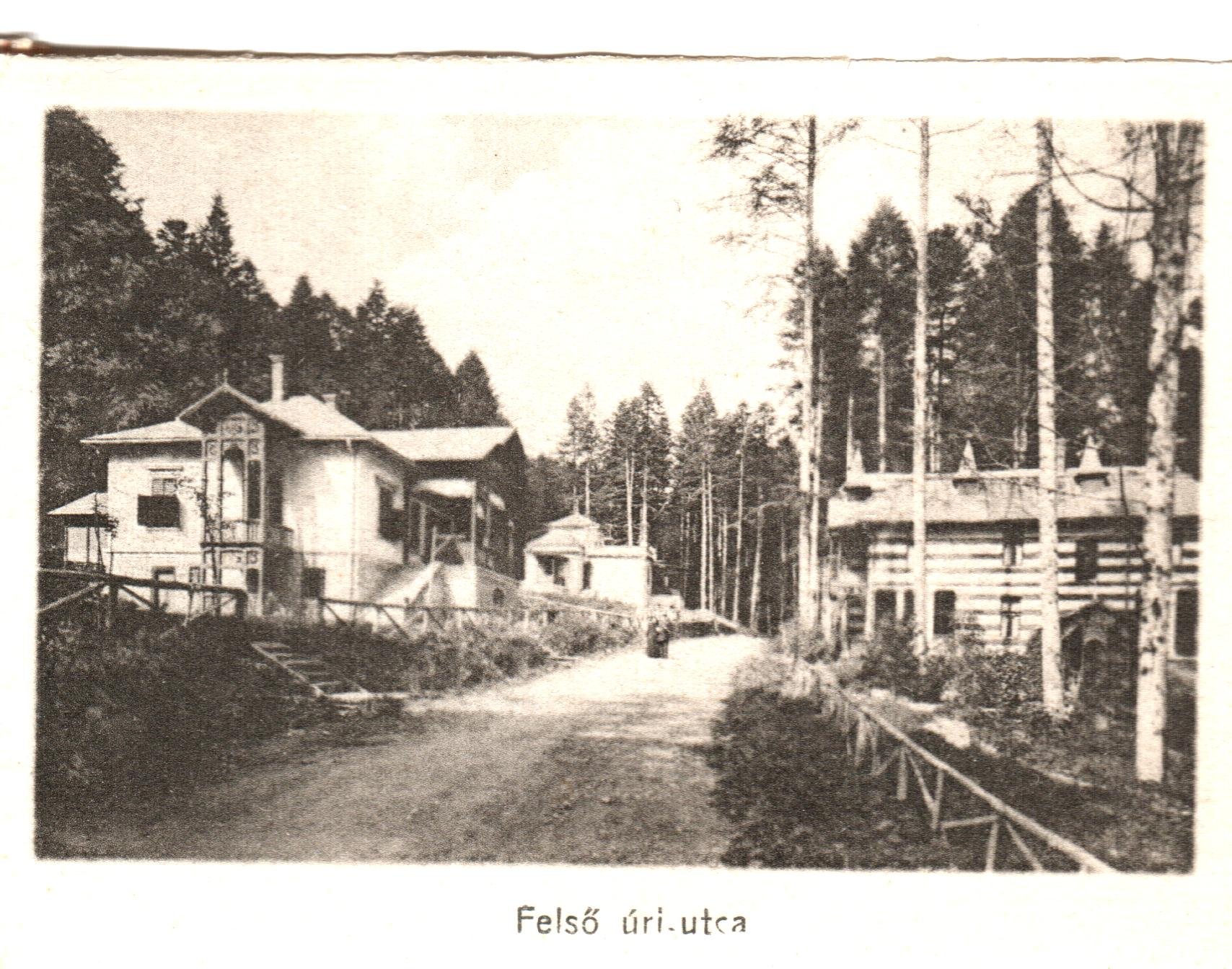
Felső úri-utca
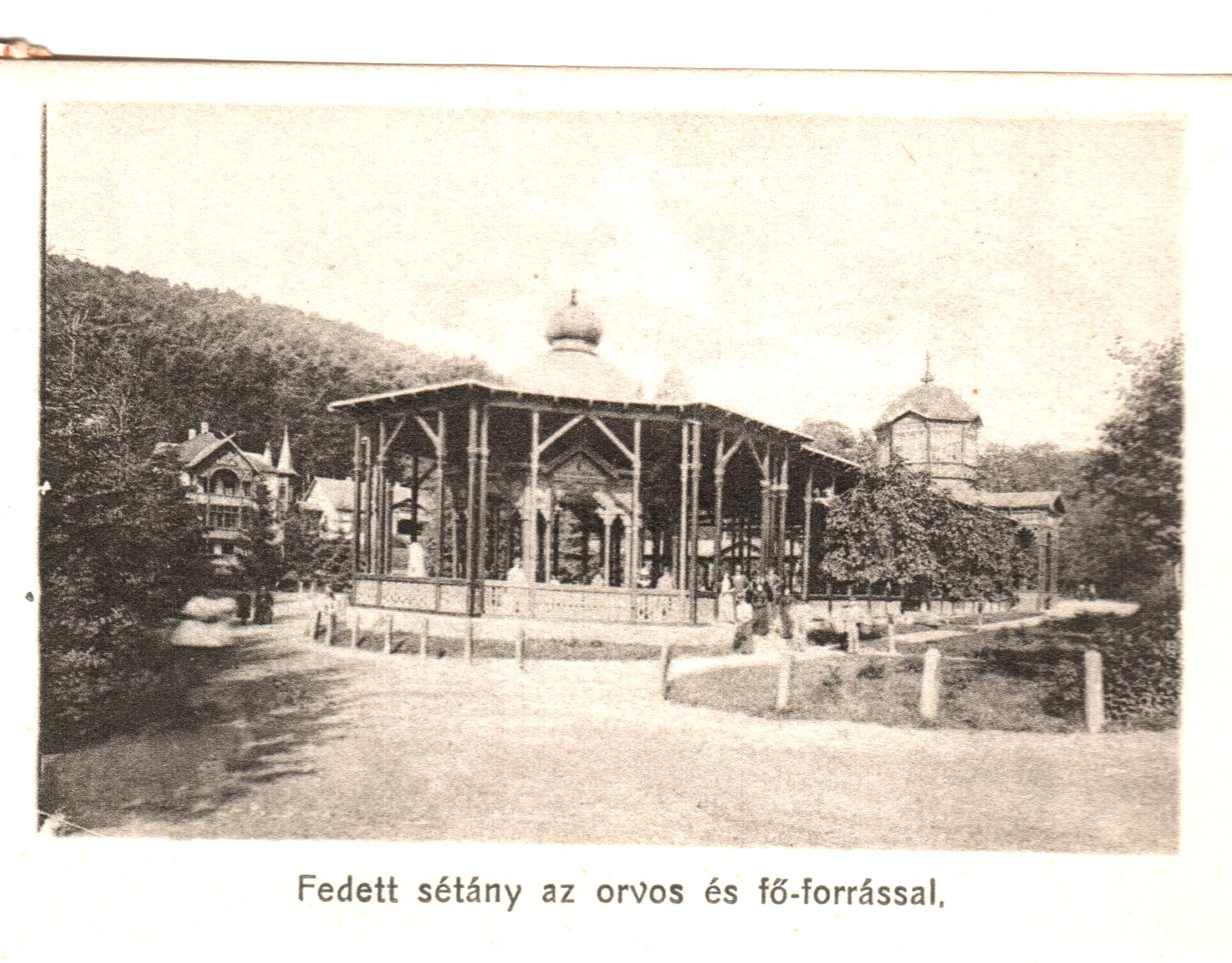
Bártfafürdő - Fedett sétány az orvos és fő-forrással
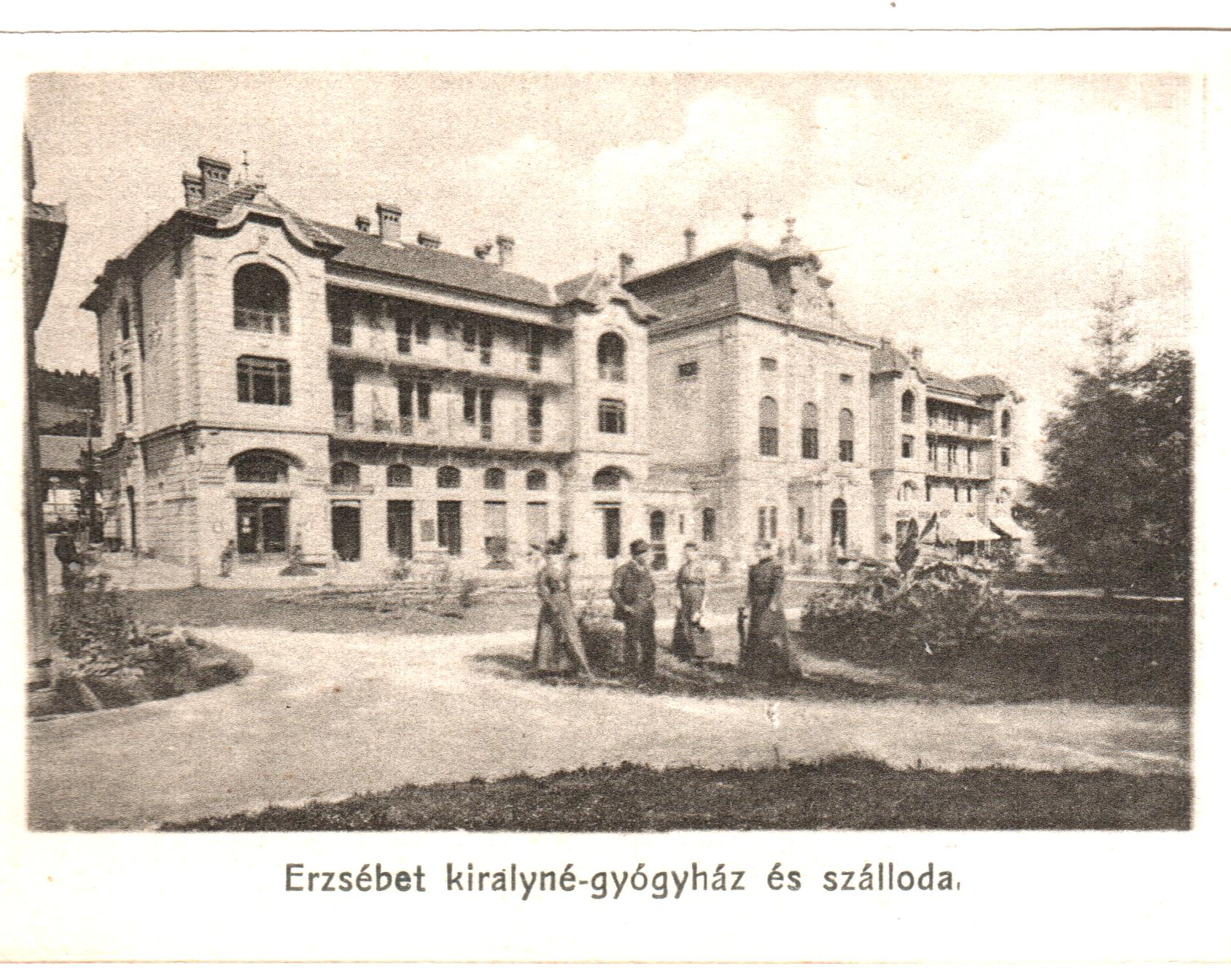
Bártfafürdő Erzsébet királyné-gyógyház és szálloda
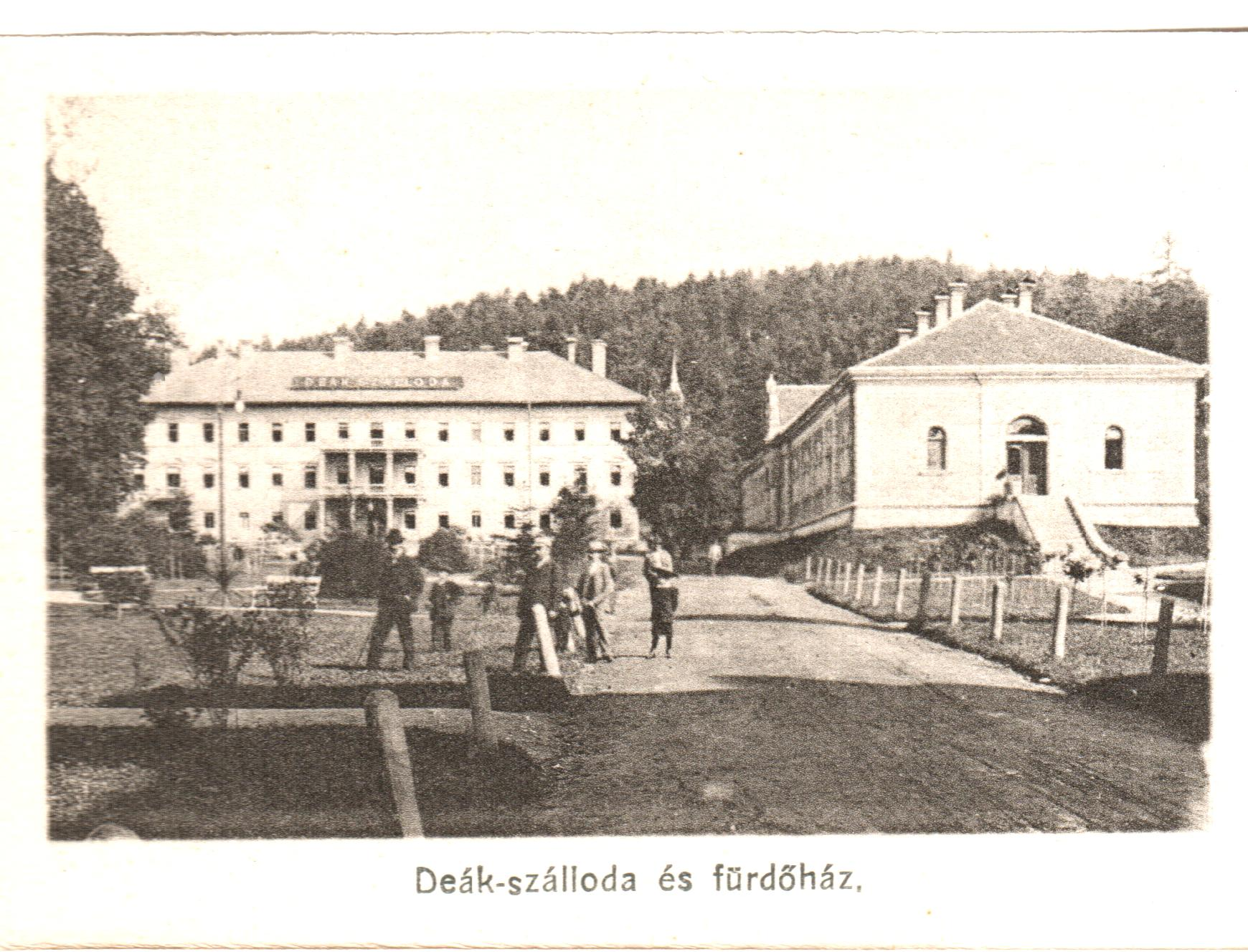
Bártfafürdő - Deák-szálloda és fürdőház
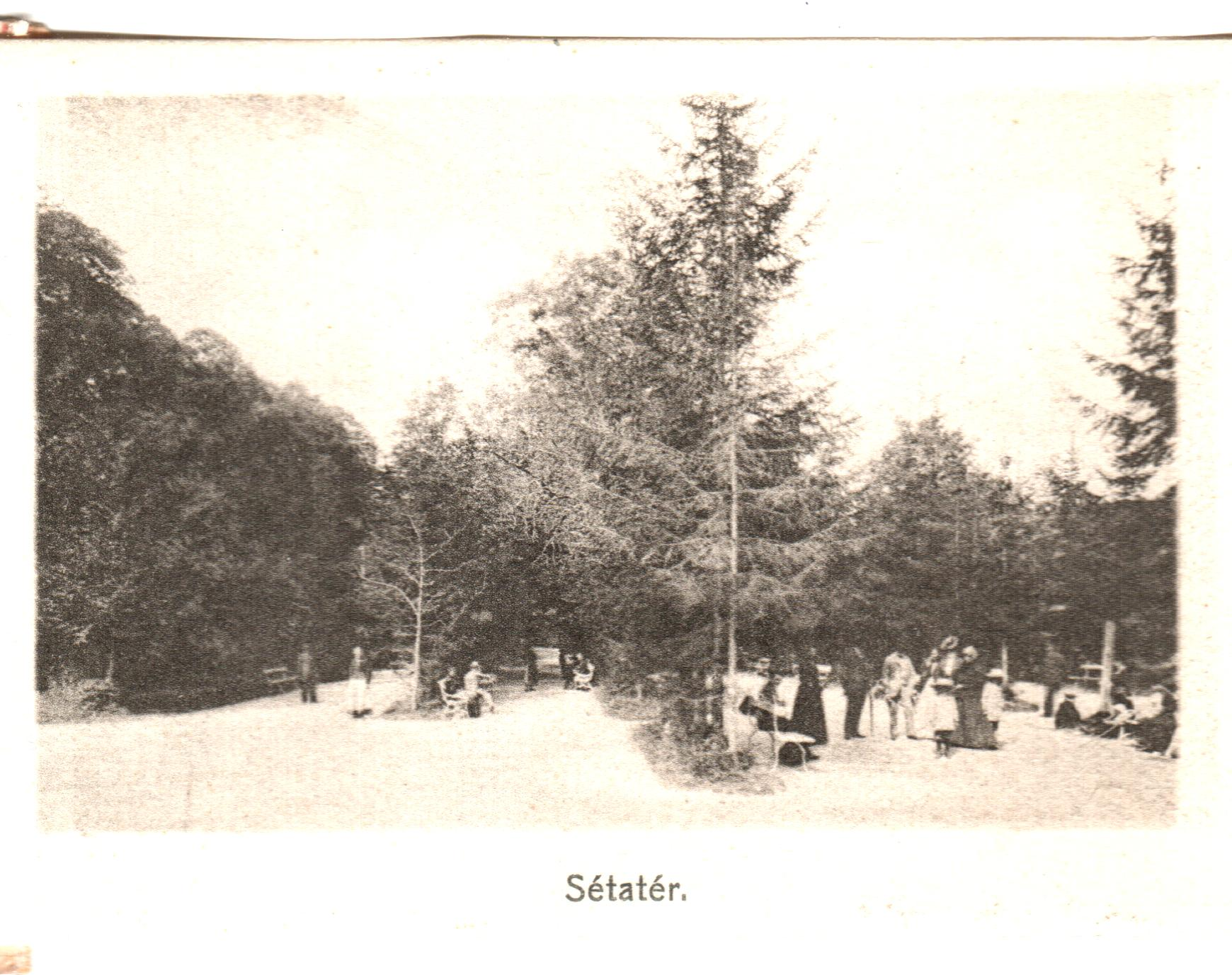
Bártfafürdő - Sétatér
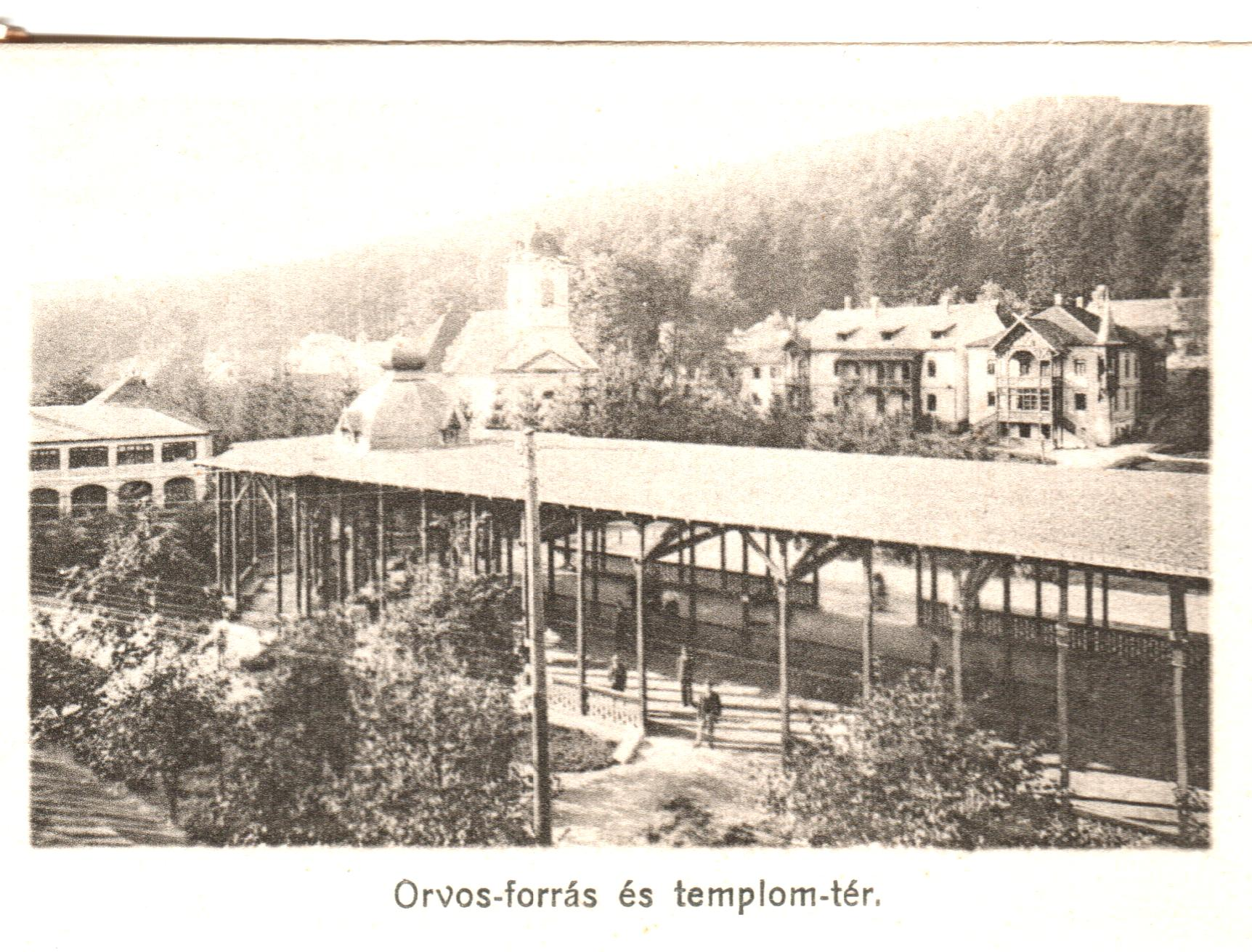
Bártfafürdő - Orvos-forrás és templom-tér
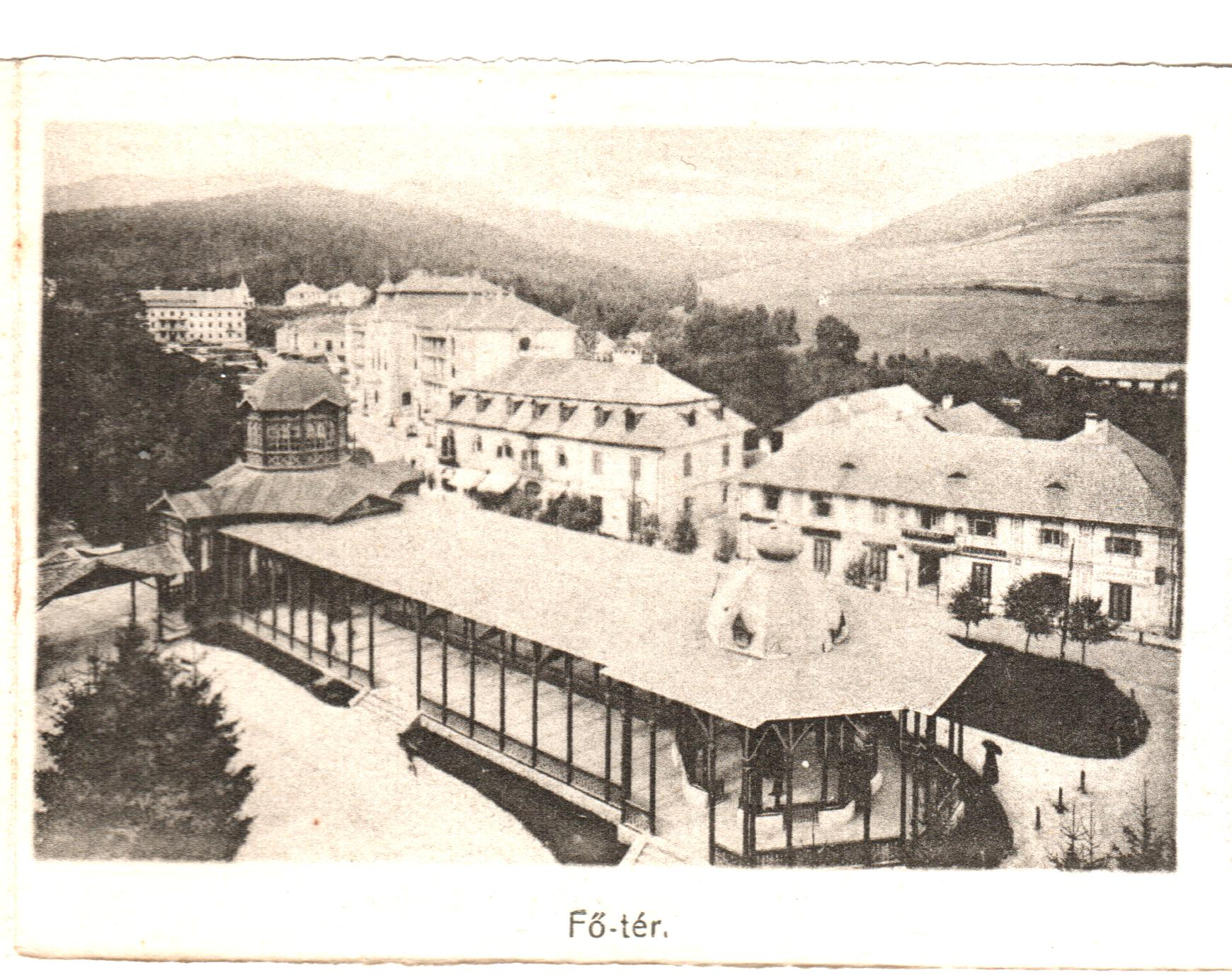
Bártfafürdő - Fő-tér
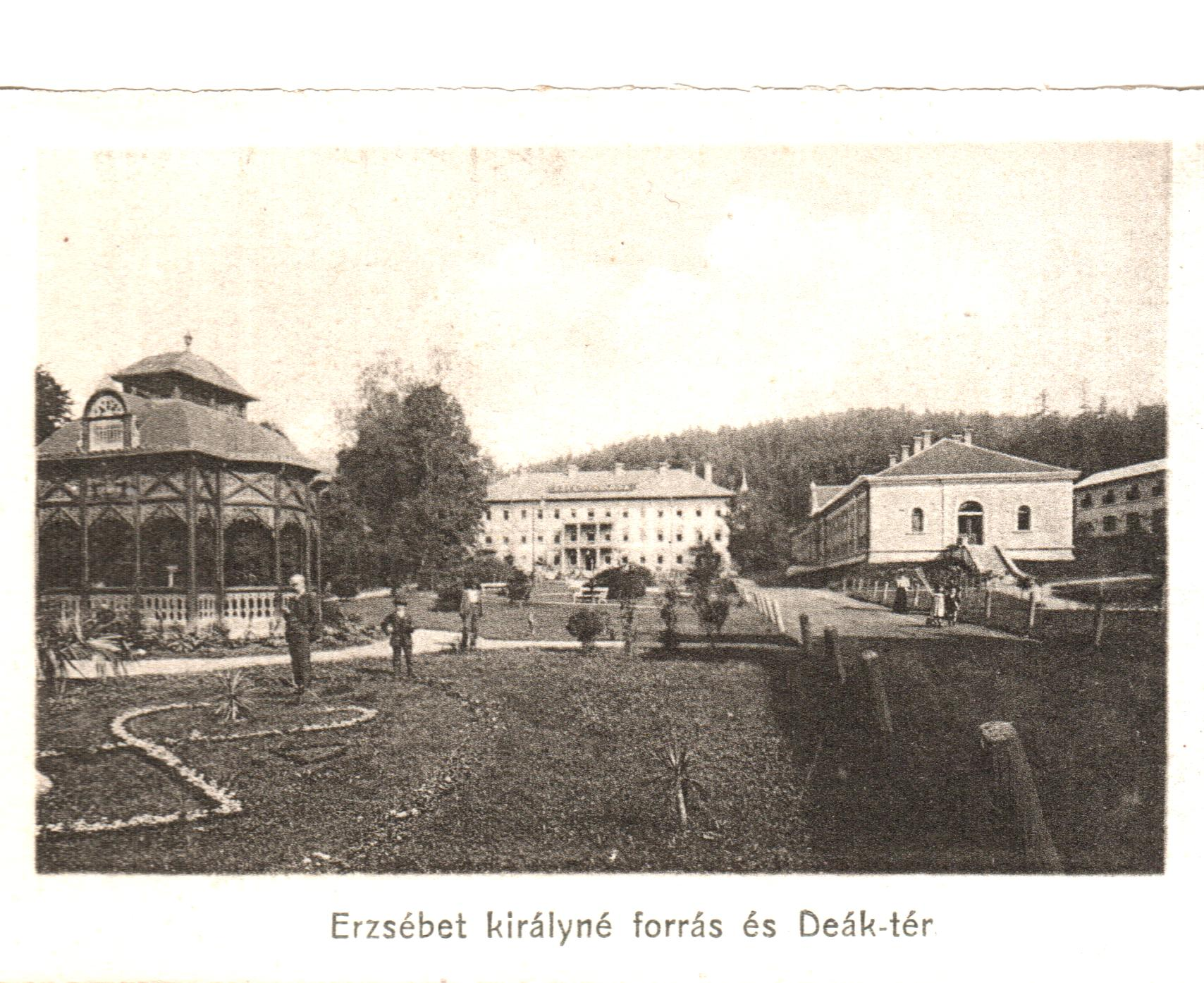
Bártfafürdő - Erzsébet-királyné forrás és Deák-tér

## Kapcsolódó szócikk
- Bártfa